# Зет (кратер)
Зет (англ. Zethus) — метеоритний кратер на Тебі – супутнику Юпітера. Близько 40 км у поперечнику. Відкрито зондом «Галілео». Назву кратера затверджено МАСом на честь Зета – чоловіка німфи Теби в грецькій мітології, сина Зевса та Антіопи.